# 刘鹤翘
刘鹤翘（1931年—2022年12月22日），河北丰润人，中国人民解放军中将，原广州军区副司令员兼广州军区空军司令员。

## 生平
1931年，刘鹤翘出生在河北省丰润县（今唐山市丰润区）。1947年，刘鹤翘参加革命工作并加入中国共产党。1948年参军入伍，曾参加解放遵化等战役战斗。后毕业于空军学院指挥系，在国土防空作战中指挥部队3次击落敌机。1987年，接替武继元，担任广州军区空军司令员。1988年，授中国人民解放军中将军衔。刘鹤翘还是中国共产党第十三届、十四届全国代表大会代表。
2022年12月22日，刘鹤翘因病医治无效在广州市逝世，享年91岁。新华社于2023年1月11日发布讣告，后刊登在1月14日的《人民日报》。